# Fetish-SM art

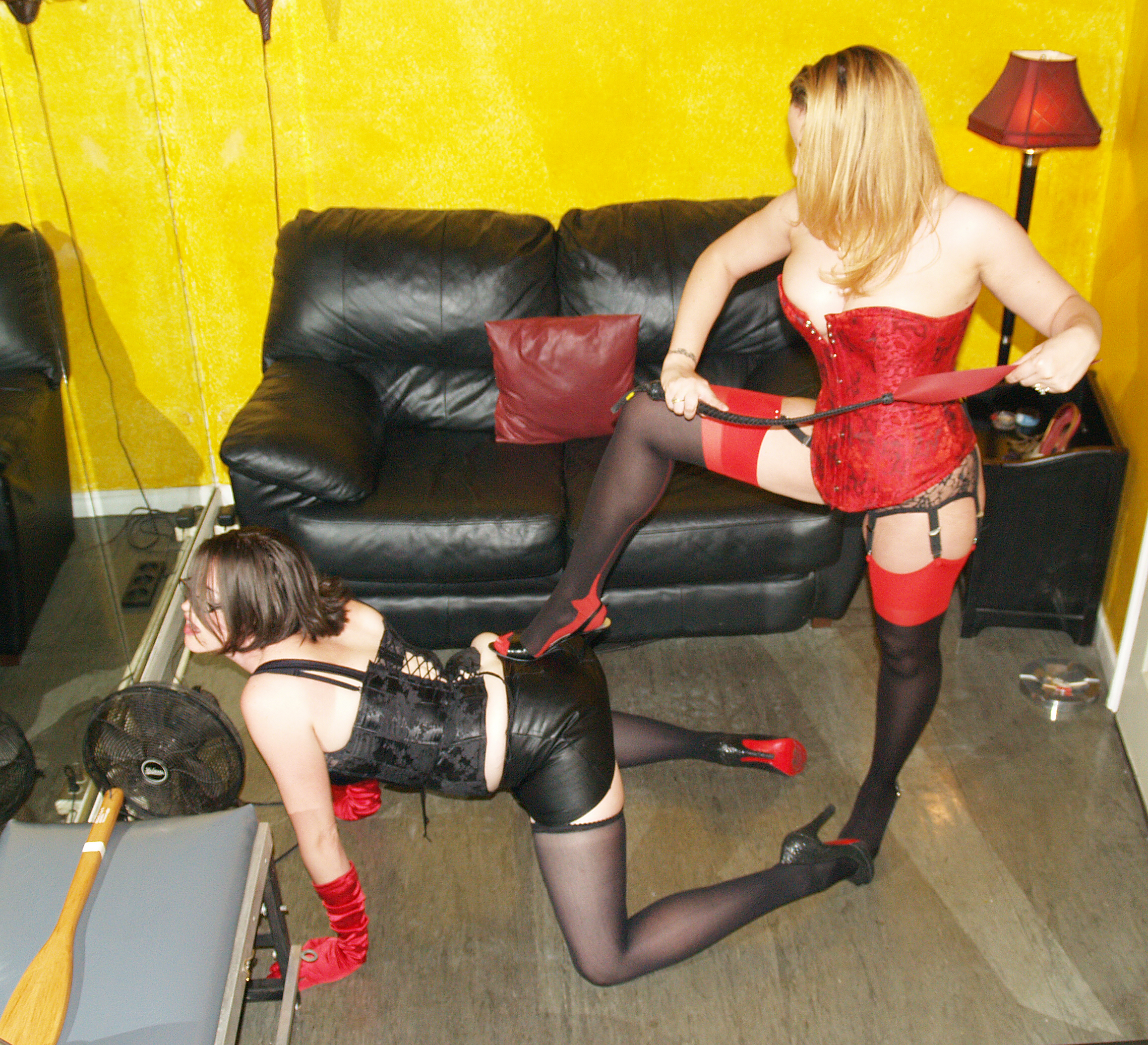
Scène professionnelle de Fetish-SM tournée à New York

Le Fetish-SM art est un courant underground de l'art, lié au fétichisme. 

## Histoire
Né principalement dans le dessin et la bande dessinée des années 1950 aux États-Unis avec notamment les dessinateurs John Willie et Eric Stanton (auteur de la célèbre bande dessinée Gwendoline, version moderne de la Justine du Marquis de Sade), le fetish-SM art mêle imagerie sadomasochiste et fétichiste, en les mettant au même rang.

## Fetish-SM art et photographie
Il s'incarne depuis le début des années 1990 principalement dans la photographie, principalement en France, en Allemagne et au Royaume-Uni. 
Dans l'hexagone, ce courant est principalement représenté par 7 photographes : Eric Martin, Fred Kyrel, Sandrine Sauveur, Nath-Sakura, Manuel Urquizar, Ludovic Goubet (www.ludovicgoubet.com) et L'Individu. 
À noter que les modèles représentant ce courant sont désormais aussi célèbres que les photographes eux-mêmes, comme Louva, LouLady ou Dita von Teese.
Il s'oppose notamment au Fashion Fetish de Christophe Mourthé et Peter Czernich et au Fetish art de Robert Chouraqui.
Maîtresse Cindy célèbre dominatrice parisienne scénographe dans les rapports sadomasochistes et artiste transdisciplinaire a retenu l’attention des médias, pour s'être produite au Centre Georges Pompidou  le 30 mai 2001. Sa performance « Fantasme des liés » était un hommage aux pratiquants sadomasochistes.
Construit sur la scénarisation de scènes parfois violentes, ce courant artistique travaille, par le décalage (pin-up trash dans un environnement chic ou bien top-model dans des environnements sordides, par exemple) et la distanciation à mettre en relief la forme purement imaginaire de la scène. C'est dans ce cadre-là que les vêtements fetish de haut niveau, le maquillage, les éclairages très construits et les décors surprenants prennent tout leur sens, puisqu'ils servent à ce décalage.